# Explosiones del 11 de diciembre de 2005 en Hertfordshire

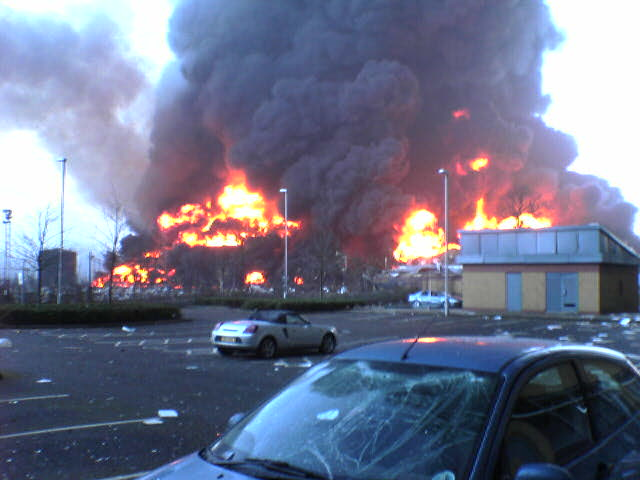
Explosiones.

Las explosiones del 11 de diciembre de 2005 en Hertfordshire se produjeron en el depósito petrolero de Buncefield, a unos 35 km de Londres. Dichas explosiones se produjeron en uno de los mayores depósitos de almacenamiento de combustible de Gran Bretaña, el cual se encuentra cerca de la población de Hemel Hempstead, en Hertfordshire.
El incendio desatado como consecuencia de las explosiones logró ser extinguido en la tarde del 13 de diciembre. Sin embargo, uno de los depósitos volvió a prenderse fuego ese mismo día, por lo que los bomberos lo dejaron arder para consumir el combustible, en lugar de intentar apagarlo nuevamente.

## Explosiones, desarrollo del fuego y generación de humo

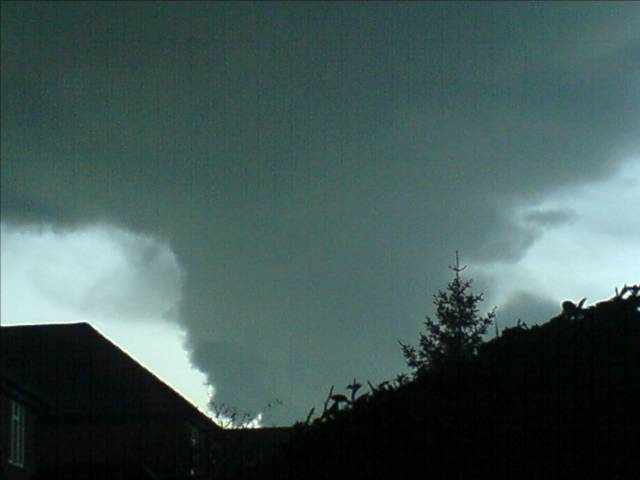
Nube provocada por las explosiones.

La primera explosión, que fue también la más grande, ocurrió cerca de las 6:03 GMT. El fenómeno de inversión térmica permitió que algunas personas escucharan las explosiones a pesar de estar localizadas a cientos de kilómetros del lugar de los hechos, incluso en otros países como Francia y Bélgica. El Observatorio Geológico Británico (BGS, de acuerdo a sus siglas en inglés) detectó el evento en sus mediciones, registrando 2,4 grados en la escala de Richter. Otras explosiones se sucedieron a las 06:27 y a las 06:28. Los testigos presenciales reportaron haber visto llamas de varios metros de alto, mientras que el humo del fuego desatado fue visto claramente desde el espacio.
El área afectada por el desastre, que incluye viviendas cuyos vidrios fueron rotos por la onda expansiva, abarcó sectores localizados a 700 metros a la redonda. Los reportes del lugar indicaron que algunos automóviles estacionados en las zonas aledañas se incendiaron, y que el techo de al menos una casa voló por la explosión. Los edificios cercanos a la zona afectada fueron evacuados en forma preventiva.

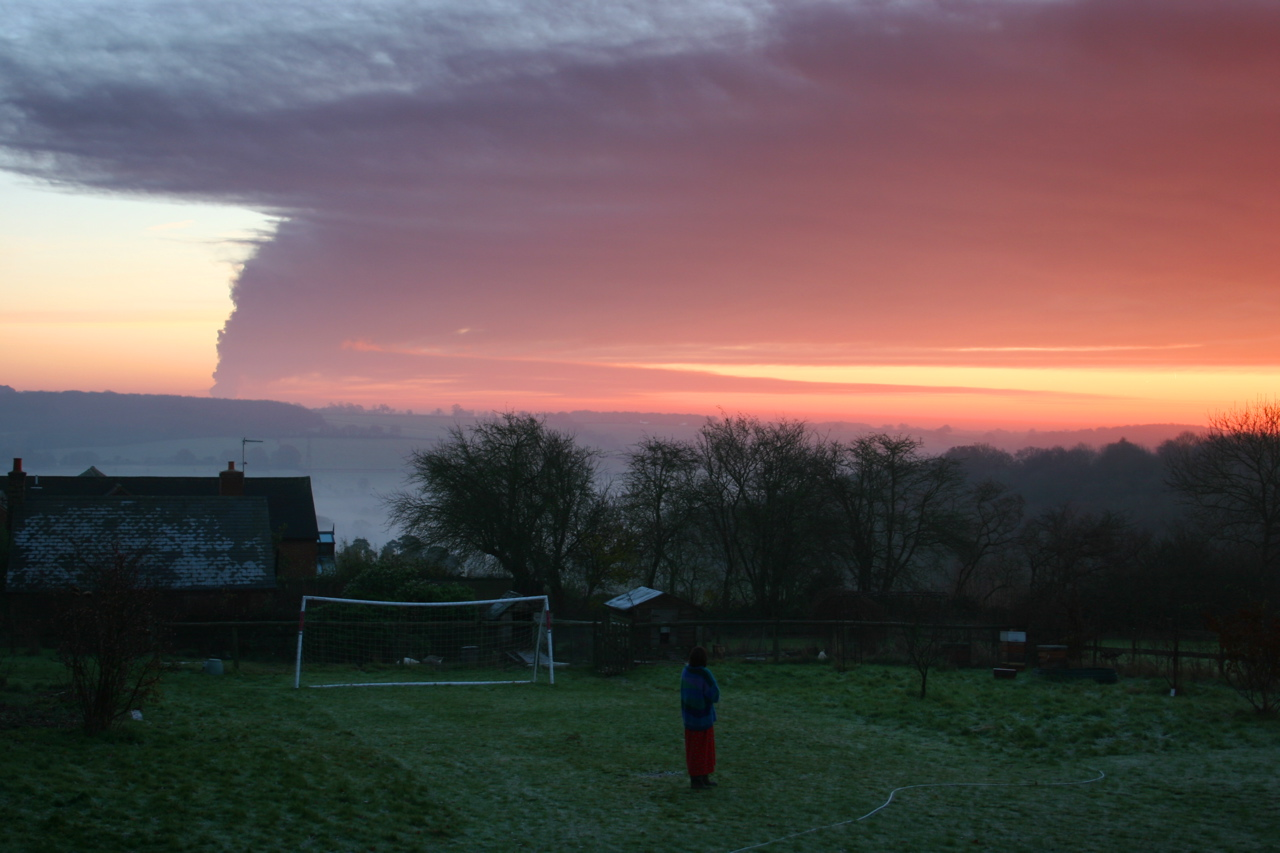
Nube provocada por las explosiones.

Cuarenta y tres personas resultaron heridas en los sucesos, siendo dos de ellas de una gravedad tal que requirió la internación en un centro médico. Sin embargo, la vida de ninguna de ellas estuvo en riesgo.
De acuerdo a declaraciones Miembro del Parlamento local, el conservador Mike Penning, como así también de los servicios de policía y bomberos de la zona, hay depósitos de combustible en el lugar que no han sido afectados por el fuego. No obstante, estos podrían explotar con el paso de las horas si el incendio se desarrolla.
La nube de humo negro generada, que es claramente visible en las fotografías tomadas por satélites, ha seguido una dirección hacia el sudeste, y ha sido observada en todo al este de Inglaterra. La oficina meteorológica emitió una alerta en el cual afirmó que la nube podría alcanzar Southampton, al tiempo que declaró que el humo en la atmósfera podría mezclarse con la lluvia en eventuales precipitaciones que se produzcan por la noche.

## Consecuencias inmediatas

### Evacuaciones y suspensión de actividades

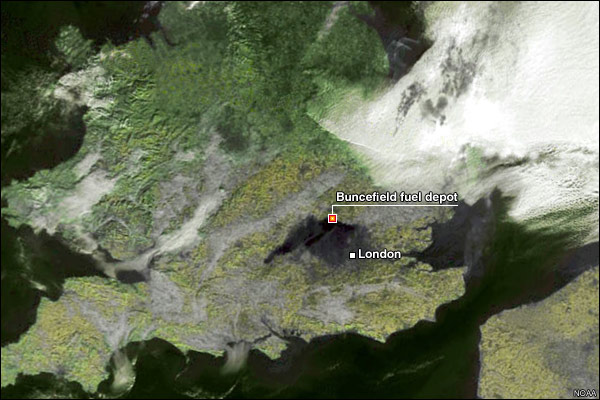
El cielo del sur de Gran Bretaña durante las explosiones.

Cerca de 2.000 personas de Hemel Hempstead fueron evacuadas de sus hogares, al tiempo que los servicios de emergencia solicitaron a los habitantes de las zonas afectadas por el humo que cerraran sus puertas y ventanas, y que permanecieran adentro de sus hogares.
La policía de Hertfordshire recomendó a aquellas personas cuyas casas fueron dañadas por las explosiones, que busquen alojamiento en los hogares de sus amigos o parientes de la zona. Algunos de los habitantes cuyas casas resultaron afectadas fueron trasladados a hoteles de la zona, mientras que otros fueron alojados en un centro comercial del lugar. Total S.A., operador del Depósito de Buncefield, habilitó un número de ayuda para recibir las llamadas de aquellos cuyas propiedades habían sido afectadas por la explosión. La empresa solicitó además la ayuda de las autoridades locales y el Ejército de Salvación para conseguir refugio para las personas afectadas.
227 colegios de Hertfordshire y Buckinghamshire, al igual que numerosas bibliotecas y otros edificios públicos de la zona, permanecieron cerrados durante el 12 y el 13 de diciembre por razones de seguridad pública. La policía y las autoridades locales recomendaron a los pobladores que consulten el sitio web de Hertfordshire Direct para mantenerse informados sobre el tema. La Universidad de Hertfordshire, localizada en la cercana localidad de Hatfield, mantuvo sus puertas abiertas en todo momento.

### Consecuencias sobre el transporte
Los sucesos tuvieron lugar cerca de la salida 8 de la Autovía M1. Dicha autovía fue cerrada temporalmente entre sus salidas 12 y 6A (lo cual equivale a unos 29 km) después de las explosiones, al igual que las calles aledañas al lugar. La autovía M10 también fue cerrada. Las estaciones de servicio cercana se vieron desbordadas por una importante cantidad de automovilistas que buscaron aprovisionarse de combustible. No obstante, un comunicado del Departamento de Negocios e Industria aseguró que la provisión de gasolina no se vería afectada por estos sucesos.
La terminal de Hertfordshire era responsable por el abastecimiento de cerca del 30% del combustible del Aeropuerto de Heathrow, el cual comenzó a racionar su consumo de combustible tras el incendio desatado. Algunos vuelos de larga distancia hacia el Lejano Oriente y Australia debieron hacer una parada intermedia en el Aeropuerto de Stansted para poder completar sus rutas, mientras que a los operadores de vuelos de corta distancia se les pidió que reabastecieran sus aviones para poder hacer ida y vuelta antes de volar hasta Heathrow.

### Consecuencias sobre la economía
Uno de los edificios más afectados por las explosiones fue la sede de la empresa Northgate Information Solutions. Northgate es una compañía dedicada a la tecnología de la información, y uno de sus directores es Stephen Lander, quien en su momento dirigió el MI5. El 13 de diciembre, solamente quedaba en pie la estructura del edificio, que podría tener que ser demolida si se comprueba que no es totalmente segura. El edificio de Northgate era el más cercano al lugar de las explosiones, mientras que los de Fujifilm (hacia el norte), 3Com Corporation y Alcom (hacia el sur) sufrieron daños importantes.
Debido a los daños sufridos por el edificio de Northgate, varios sitios web que se albergaban en servidores localizados allí permanecieron inaccesibles por algunos días, entre ellos el del Partido Laborista. El Hospital Addenbrooke en Cambridge también vio afectada su operativa, y tuvo que reemplazar su sistema IT de entradas e información de pacientes por un sistema manual.

## Características de la terminal
La terminal es uno de los depósitos principales sobre la red de oleoductos británica (UKOP), con tuberías que salen desde aquí a Humberside, Merseyside y a los aeropuertos de Heathrow y Gatwick. La terminal es operada por la compañía Total y parte de ella pertenece a la Texaco. Se trata del quinto depósito de petróleo más grande en Inglaterra, con una capacidad de aproximadamente 273 millones de litros de combustible, más allá de que no esté siempre lleno a su capacidad.
Cerca de la mitad de la capacidad de almacenamiento del complejo está dedicada al combustible para aviones, mientras que el resto se utiliza para guardar naftas y diésel para varias estaciones de servicio del sudeste inglés.

## Causas
Hasta el momento las causas de las explosiones no están claras, y la investigación aún se está llevando a cabo.
Tras las explosiones y el incendio desatado, la policía emitió un comunicado en el cual manifestaba que el incidente se estaba tratando como un accidente, y no como un ataque terrorista.  Esto se debió a que los rumores de un ataque deliberado habían empezado a circular en la población y en los medios.  Puntualmente, se mencionaba la posibilidad de que las explosiones se hubieran debido al impacto de una aeronave en el lugar, a lo cual se dio algún crédito debido a la proximidad del aeropuerto de Luton, aunque finalmente resultó ser un rumor infundado.
Algunos canales de la televisión italiana también mencionaron un ataque terrorista como posible causa, e incluso se relacionó el hecho con los atentados del 7 de julio de 2005 en Londres.  La especulación sobre un eventual accionar terrorista en las explosiones se basó en una cinta difundida supuestamente por Al-Qaeda cuatro días antes, en la cual sus integrantes llamaban a atacar depósitos de combustible y refinerías que contenían petróleo "robado" a los países musulmanes.  No obstante, la causa de las explosiones probablemente no se conozca hasta que se complete la investigación que se está llevando a cabo.
Otras hipótesis sostenidas por quienes soportan la teoría de un atentado del extremismo islámico incluyen:
- Las explosiones ocurrieron un día 11, y muchos sostienen que para los extremistas la numérica es importante y tiene su significado. También se produjeron un día 11 los atentados en Madrid y Nueva York.
- Las explosiones ocurrieron en uno de los países que supuestamente son prioritarios para un atentado de grupos extremistas, debido a que formó parte de la coalición que acompañó a los Estados Unidos en la guerra de Irak.
- Una de las propietarias del complejo es la Texaco, compañía americana con intereses en la zona de Oriente Medio y considerada por ello un blanco posible de ataques perpetrados por extremistas.

Un especialista de la industria petrolera especuló en BBC News que una pérdida de vapores podría haber ocasionado que se alcancen concentraciones explosivas, debido a que el suelo se hallaba congelado y esto mantenía la concentración de vapores a nivel del suelo. El efecto resultante sería muy similar a una bomba termobárica.  Una práctica de seguridad obligatoria en este tipo de industrias es la colocación de sensores para la detección de pérdidas, por lo que esta teoría requeriría que la eventual pérdida haya escapado del alcance de esos controles.
En una entrevista con BBC News 24, un conductor de un camión de transporte de combustibles que debía hacer su recarga a las 06:00, manifestó haber visto una humareda que salía desde el área situada detrás de la zona de carga.  Todas las luces fueron apagadas y junto a otras personas que se encontraban allí se les ordenó salir del lugar.  Segundos después, la explosión lo derribó del lugar donde se encontraba parado. En otro reportaje, un guardia de seguridad afirmó haber sentido un fuerte olor a combustible en el lugar donde se encontraba justo antes de la explosión.
Algunos expertos en seguridad mencionaron la posibilidad de un "efecto fin de semana" en la industria, según el cual las condiciones inseguras se verían acentuadas por los trabajos de mantenimiento que se llevan a cabo los fines de semana.